# Farbe bekennen
Farbe bekennen ist eine deutsche Redensart und bedeutet so viel wie „sich zu einer Sache bekennen“ oder „seine Meinung offen sagen“. Der Ausdruck kommt aus dem Bereich des Kartenspiels und ist seit dem 18. Jahrhundert gebräuchlich.

## Nutzung im Kartenspiel
In verschiedenen Kartenspielen, zum Beispiel Doppelkopf oder Skat, müssen beim Anspielen einer Karte die Mitspieler eine Karte der gleichen Farbe spielen („bedienen“) oder können diese wahlweise mit einem Trumpf stechen oder eine Karte einer anderen Farbe abwerfen. Die Mitspieler müssen also bekennen, ob sie diese Farbe auf der Hand haben oder nicht.
In einer Patience wird die Bezeichnung gewählt, wenn auf einer Grund- oder Hilfskarte die gleiche Kartenfarbe beibehalten wird.